# Карлберг, Фригга
Фригга Карлберг (швед. Frigga Carlberg, урождённая Анна Фредрика Лундгрен (швед. Anna Fredrika Lundgren; 10 августа 1851, Фалькенберг — 3 октября 1925, Стокгольм) — шведская писательница, социальная работница и феминистка. Она была членом центрального комитета Национальной ассоциации за избирательное право женщин (швед. Landsföreningen för kvinnans politiska rösträtt) в 1903—1921 годах и председателем гётеборгского отделения Шведского общества за избирательное право женщин в 1902—1921 годах.

## Биография
Фригга Карлберг родилась в богатой семье, но с большим трудом уговорила отца разрешить ей учиться в женской школе в Хальмстаде (1867—1869). С 1871 по 1874 работала гувернанткой. Она переехала в Гётеборг после того, как вышла замуж за почтового чиновника Андреаса Карлберга в 1876 году. У них было двое детей.
Карлберг занималась женскими проблемами и социальной работой с момента своего приезда в Гётеборг и стала влиятельным членом первой женской организации в городе — Гётеборгской женской ассоциации (швед. Göteborgs Kvinnoförening), которая появилась в 1884 году. Она также основала Sällskapet Myrornas barnhem, организацию, которая предоставляла дома для здоровых детей, чьи родители были заражены туберкулёзом. Карлберг возглавляла организацию для женщин-социальных работников и была членом Шведской ассоциации помощи бедным.
Фригга Карлберг стала центральной фигурой в социально и политически активных женских кругах Гётеборга, и когда в 1902 году было основано Шведское общество за избирательное право женщин, она выступила с инициативой создания его гётеборгского отделения и неизменно избиралась его председателем во всё время его существования. Карлберг была хорошо осведомлена, в частности, о британском и американском движении за избирательное право женщин, и однажды пригласила Сильвию Панкхёрст прочитать лекцию. Она также представляла Швецию на нескольких международных конференциях по вопросам избирательного права женщин: сначала в качестве члена Шведского общества за избирательное право женщин, а в последний раз — в Риме в 1923 году, в качестве представителя шведского правительства.
В качестве писательницы Фригга Карлберг изображала в своих романах и пьесах проблемы женщин, а также условия жизни бедных слоёв населения, оказывающие влияние на политику. Её роман «För rättfärdighets skull», наряду с романом Элин Вагнер «Pennskaftet», считается самым заметным литературным произведением шведского суфражистского движения.